# Dimitri Daeseleire
Dimitri Daeseleire (Anversa, 18 maggio 1990) è un allenatore di calcio ed ex calciatore belga, di ruolo difensore, tecnico del Londerzeel.

## Carriera

### Nazionale
Ha partecipato ai Mondiali Under-17 del 2007.

## Palmarès

### Club

#### Competizioni nazionali
- Campionato belga: 1

Genk: 2010-2011
- Coppa del Belgio: 1

Genk: 2008-2009
- Tweede klasse: 1

Anversa: 2016-2017